# Bury St Edmunds
Bury St Edmunds er en by i St Edmundsbury distriktet, Suffolk, England, med et indbyggertal (pr. 2015) på 41.900. Byen ligger 98.3 km fra London. Den nævnes i Domesday Book fra 1086, hvor den kaldes Villa Sancti Eadmundi.
Den er bedst kendt for Bury St Edmunds Abbey og St Edmundsbury Cathedral.